# Video In Video Out
Video In Video Out (обычно рассматривается как аббревиатура VIVO), обычно произносится (/ˈvi.voʊ/ VEE-voh), представляет собой графический порт, который позволяет некоторым видеокартам осуществлять двунаправленную (ввод и вывод) передачу аналогового видео через разъем mini-DIN, обычно 9-контактный, и специализированный кабель-разветвитель (который иногда также может передавать аналоговый звук).
| Кабель-разветвитель VIVO с 6 разъемами. Слева направо: вход S-Video, выход компонента Pb, Выход компонента Pr, выход компонента Y / составной выход, композитный вход, выход S-Video |                                   |                                   |                                   |
| Тип | Аналоговый видеовыход             | Аналоговый видеовыход             | Аналоговый видеовыход             |
| История производства |                                   |                                   |                                   |
| Производитель | Различные производители видеокарт | Различные производители видеокарт | Различные производители видеокарт |
| Общие технические характеристики |                                   |                                   |                                   |
| Ширина | 10                                | 10                                | 10                                |
| Подключаемый с возможностью горячего подключения | ДА                                | ДА                                | ДА                                |
| Внешний | ДА                                | ДА                                | ДА                                |
| Видеосигнал | По крайней мере, до 1080p         | По крайней мере, до 1080p         | По крайней мере, до 1080p         |
| Пин -коды | 9                                 | 9                                 | 9                                 |
| Разъем | Мини-DIN 9                        | Мини-DIN 9                        | Мини-DIN 9                        |
| Распиновка |                                   |                                   |                                   |
| |                                   |                                   |                                   |
| Порт VIVO, использующий стандартный (слева) и нестандартный (справа) Mini-DIN |                                   |                                   |                                   |

VIVO был обнаружен на компьютерных видеокартах высокого класса ATI и NVIDIA, иногда обозначаемый как «ТВ-ВЫХОД». VIVO на этих видеокартах обычно поддерживает композитный, компонентный и S-Video в качестве выходов, а также композитный и S-Video в качестве входов. Многие другие видеокарты поддерживают только компонентные и / или S-Video выходы в дополнение к VGA или DVI, обычно с использованием компонентного соединительного кабеля и кабеля S-Video. Хотя операция компонентного вывода поддерживает разрешения высокой четкости, она не поддерживает стандарт HDCP, который потребовался бы для официальной поддержки HDTV, как указано в EICTA.
Некоторые практические применения VIVO включают возможность отображения мультимедиа, хранящихся на компьютере, на телевизоре и возможность подключения DVD-плеера или игровой консоли к компьютеру, сохраняя при этом возможность просмотра через телевизионный монитор. Однако сам VIVO не может декодировать широковещательные сигналы из какого-либо источника, и поэтому, подобно телевизорам высокой четкости без тюнеров и композитных мониторов, для показа широковещательных телепрограмм требуется дополнительное оборудование.
Некоторые производители позволяют своей версии порта VIVO также передавать звук.

## Ограничения
Выход VIVO на видеокартах часто не используется теми, кому нет необходимости подключать свой компьютер к телевизору. Также могут возникать проблемы с программным обеспечением, поддерживающим использование портов VIVO.
Компьютер, использующий VIVO, должен иметь программное обеспечение, способное обрабатывать входной сигнал. Например, в случае пользователей видеокарт Nvidia GeForce серий 6 и 7 это означает загрузку драйверов Nvidia WDM.
Кроме того, на компьютерах с Windows XP, использующих видеокарты GeForce с включенным режимом Scalable Link Interface (SLI), использование телевизора для отображения части рабочего стола через VIVO отключено, так же как отключен режим с двумя мониторами. Однако, как ни странно, некоторые искаженные изображения могут быть видны на правильно подключенном телевизионном дисплее с управлением от VIVO при загрузке из-за того факта, что перед загрузкой операционной системой драйвера дисплея video bios может инициализировать выходные данные, которые затем будут недоступны, как только операционная система вступит во владение и драйвер загрузится в режим SLI.